# 21ª edizione dei Satellite Awards
I premi della 21ª edizione dei Satellite Awards sono stati consegnati il 19 febbraio 2017 a Los Angeles, California.
Le candidature sono state annunciate il 28 novembre 2016, mentre i vincitori sono stati comunicati il 19 dicembre 2016.

## Vincitori e candidati
I vincitori sono indicati in grassetto.

### Cinema

#### Miglior film
- La La Land (ex aequo)
- Manchester by the Sea
- Captain Fantastic
- Barriere (Fences)
- La battaglia di Hacksaw Ridge (Hacksaw Ridge)
- Hell or High Water
- Il diritto di contare (Hidden Figures)
- Jackie
- Lion - La strada verso casa (Lion)
- Loving - L'amore deve nascere libero (Loving)
- Moonlight
- Animali notturni (Nocturnal Animals)

#### Miglior attore
- Andrew Garfield – La battaglia di Hacksaw Ridge (Hacksaw Ridge) (ex aequo)
- Viggo Mortensen – Captain Fantastic
- Casey Affleck – Manchester by the Sea
- Joel Edgerton – Loving - L'amore deve nascere libero (Loving)
- Joseph Gordon-Levitt – Snowden
- Ryan Gosling – La La Land
- Tom Hanks – Sully
- Denzel Washington – Barriere (Fences)

#### Miglior attrice
- Ruth Negga – Loving - L'amore deve nascere libero (Loving) (ex aequo)
- Isabelle Huppert – Elle
- Amy Adams – Animali notturni (Nocturnal Animals)
- Annette Bening – Le donne della mia vita (20th Century Women)
- Taraji P. Henson – Il diritto di contare (Hidden Figures)
- Natalie Portman – Jackie
- Emma Stone – La La Land
- Meryl Streep – Florence (Florence Foster Jenkins)

#### Miglior attore non protagonista
- Jeff Bridges – Hell or High Water
- Mahershala Ali – Moonlight
- Lucas Hedges – Manchester by the Sea
- Hugh Grant – Florence (Florence Foster Jenkins)
- Eddie Murphy – Mr. Church
- Dev Patel – Lion - La strada verso casa (Lion)

#### Miglior attrice non protagonista
- Naomie Harris – Moonlight
- Viola Davis – Barriere (Fences)
- Nicole Kidman – Lion - La strada verso casa (Lion)
- Helen Mirren – Il diritto di uccidere (Eye in the Sky)
- Octavia Spencer – Il diritto di contare (Hidden Figures)
- Michelle Williams – Manchester by the Sea

#### Miglior regista
- Kenneth Lonergan – Manchester by the Sea
- Damien Chazelle – La La Land
- Tom Ford – Animali notturni (Nocturnal Animals)
- Mel Gibson – La battaglia di Hacksaw Ridge (Hacksaw Ridge)
- Barry Jenkins – Moonlight
- Pablo Larraín – Jackie
- Denzel Washington – Barriere (Fences)

#### Miglior sceneggiatura originale
- Barry Jenkins e Tarell Alvin McCraney – Moonlight
- Matt Ross – Captain Fantastic
- Taylor Sheridan – Hell or High Water
- Damien Chazelle – La La Land
- Yorgos Lanthimos e Euthymīs Filippou – The Lobster
- Kenneth Lonergan – Manchester by the Sea

#### Miglior sceneggiatura non originale
- Oliver Stone e Kieran Fitzgerald – Snowden
- Andrew Knight e Robert Schenkkan – La battaglia di Hacksaw Ridge (Hacksaw Ridge)
- Allison Schroeder – Il diritto di contare (Hidden Figures)
- Justin Marks – Il libro della giungla (The Jungle Book)
- Luke Davies – Lion - La strada verso casa (Lion)
- Todd Komarnicki – Sully

#### Miglior film d'animazione o a tecnica mista
- La mia vita da Zucchina (My Life as a Courgette)
- Alla ricerca di Dory (Finding Dory)
- Il libro della giungla (The Jungle Book)
- Kubo e la spada magica (Kubo and the Two Strings)
- Miss Hokusai
- Oceania (Moana)
- La tartaruga rossa (The Red Turtle)
- Trolls
- Your Name.
- Zootropolis (Zootopia)

#### Miglior film straniero
- Il cliente (Forušande) • Iran
- Le Ardenne - Oltre i confini dell'amore (D'Ardennen) • Belgio
- Elle • Francia
- Mademoiselle • Corea del Sud
- La vera storia di Olli Mäki (Hymyilevä mies) • Finlandia
- Julieta • Spagna
- Mr. Ove (En man som heter Ove) • Svezia
- Ma' Rosa • Filippine
- Paradise • Russia
- Vi presento Toni Erdmann (Toni Erdmann) • Germania

#### Miglior documentario
- XIII emendamento (13th)
- The Beatles: Eight Days a Week
- La principessa e l'aquila (The Eagle Huntress)
- Fuocoammare
- Gleason
- The Ivory Game
- Life, Animated
- O.J.: Made in America
- Tower
- Zero Days

#### Miglior fotografia
- Bill Pope – Il libro della giungla (The Jungle Book)
- John Toll – Billy Lynn - Un giorno da eroe (Billy Lynn’s Long Halftime Walk)
- Linus Sandgren – La La Land
- James Laxton – Moonlight
- Simon Duggan – La battaglia di Hacksaw Ridge (Hacksaw Ridge)
- Jani-Petteri Passi – La vera storia di Olli Mäki (Hymyilevä mies)

#### Miglior colonna sonora originale
- Justin Hurwitz – La La Land
- Rupert Gregson Williams – La battaglia di Hacksaw Ridge (Hacksaw Ridge)
- Lesley Barber – Manchester by the Sea
- John Williams – Il GGG - Il grande gigante gentile (The BFG)
- John Debney – Il libro della giungla (The Jungle Book)
- Hans Zimmer, Pharrell Williams e Benjamin Wallfisch – Il diritto di contare (Hidden Figures)

#### Miglior canzone originale
- City of Stars (Justin Hurwitz, Pasek and Paul) – La La Land
- Audition (Justin Hurwitz, Pasek and Paul) – La La Land
- Can't Stop the Feeling! (Max Martin, Shellback e Justin Timberlake) – Trolls
- Dancing With Your Shadow (Burt Bacharach) – Po
- I'm Still Here (Sharon Jones) – Miss Sharon Jones!
- Running – Il diritto di contare (Hidden Figures)

#### Migliori effetti visivi
- Il libro della giungla (The Jungle Book)
- Il GGG - Il grande gigante gentile (The BFG)
- Billy Lynn - Un giorno da eroe (Billy Lynn's Long Halftime Walk)
- Deadpool
- Doctor Strange
- Sully

#### Miglior montaggio
- John Gilbert – La battaglia di Hacksaw Ridge (Hacksaw Ridge)
- Tim Squyres – Billy Lynn - Un giorno da eroe (Billy Lynn's Long Halftime Walk)
- Steven Rosenblum – The Birth of a Nation - Il risveglio di un popolo (The Birth of a Nation)
- Tom Cross – La La Land
- Alexandre de Francheschi – Lion - La strada verso casa (Lion)
- Joi McMillon e Nat Sanders – Moonlight

#### Miglior scenografia
- David Wasco – La La Land
- Dan Hennah – Alice attraverso lo specchio (Alice Through the Looking Glass)
- Gary Freeman – Allied - Un'ombra nascosta (Allied)
- Barry Robinson – La battaglia di Hacksaw Ridge (Hacksaw Ridge)
- Jean Rabasse – Jackie
- Christophe Glass – Il libro della giungla (The Jungle Book)

#### Migliori costumi
- Madeline Fontaine – Jackie
- Colleen Atwood – Alice attraverso lo specchio (Alice Through the Looking Glass)
- Courtney Hoffman – Captain Fantastic
- Alexandra Byrne – Doctor Strange
- Mary Zophres – La La Land
- Eimer Ní Mhaoldomhnaigh – Amore e inganni (Love & Friendship)

#### Miglior suono
- La battaglia di Hacksaw Ridge (Hacksaw Ridge)
- 13 Hours: The Secret Soldiers of Benghazi
- Allied - Un'ombra nascosta (Allied)
- Billy Lynn - Un giorno da eroe (Billy Lynn's Long Halftime Walk)
- Il libro della giungla (The Jungle Book)
- La La Land

#### Miglior cast cinematografico
- Il diritto di contare (Hidden Figures)

### Televisione

#### Miglior serie drammatica
- The Crown
- The Affair - Una relazione pericolosa (The Affair)
- American Crime
- The Americans
- Better Call Saul
- The Fall - Caccia al serial killer (The Fall)
- Mr. Robot
- Poldark

#### Miglior serie commedia o musicale
- Silicon Valley
- Brooklyn Nine-Nine
- Lady Dynamite
- Love
- Orange Is the New Black
- Unbreakable Kimmy Schmidt
- Veep - Vicepresidente incompetente (Veep)

#### Miglior serie tv di genere
- Outlander
- Black Mirror
- Il Trono di Spade (Game of Thrones)
- L'uomo nell'alto castello
- Orphan Black
- Stranger Things
- The Walking Dead
- Westworld - Dove tutto è concesso (Westworld)

#### Miglior miniserie o film TV
- The People v. O. J. Simpson: American Crime Story
- All the Way
- Dieci piccoli indiani (And Then There Were None)
- Churchill's Secret
- Close to the Enemy
- Confirmation - Una donna per la verità (Confirmation)
- The Dresser
- Lady Day at Emerson's Bar
- The Night Of - Cos'è successo quella notte? (The Night Of)

#### Miglior attore in una serie drammatica
- Dominic West – The Affair - Una relazione pericolosa (The Affair)
- Rami Malek – Mr. Robot
- Bob Odenkirk – Better Call Saul
- Matthew Rhys – The Americans
- Liev Schreiber – Ray Donovan
- Billy Bob Thornton – Goliath

#### Miglior attore in una serie commedia o musicale
- William H. Macy – Shameless
- Anthony Anderson – Black-ish
- Rob Delaney – Catastrophe
- Will Forte – The Last Man on Earth
- Thomas Middleditch – Silicon Valley
- Jeffrey Tambor – Transparent

#### Miglior attore in una miniserie o film per la televisione
- Bryan Cranston – All the Way
- Cuba Gooding Jr. – The People v. O. J. Simpson: American Crime Story
- Tom Hiddleston – The Night Manager
- Anthony Hopkins – The Dresser
- Wendell Pierce – Confirmation - Una donna per la verità (Confirmation)
- Courtney B. Vance – The People v. O. J. Simpson: American Crime Story

#### Miglior attrice in una serie drammatica
- Evan Rachel Wood – Westworld - Dove tutto è concesso (Westworld)
- Felicity Huffman – American Crime
- Sarah Lancashire – Happy Valley
- Tatiana Maslany – Orphan Black
- Winona Ryder – Stranger Things
- Ruth Wilson – The Affair - Una relazione pericolosa (The Affair)

#### Miglior attrice in una serie commedia o musicale
- Taylor Schilling – Orange Is the New Black
- Pamela Adlon – Better Things
- Sharon Horgan – Catastrophe
- Ellie Kemper – Unbreakable Kimmy Schmidt
- Tracee Ellis Ross – Black-ish

#### Miglior attrice in una miniserie o film per la televisione
- Sarah Paulson – The People v. O. J. Simpson: American Crime Story
- Lily James – Guerra e pace (War & Peace)
- Melissa Leo – All the Way
- Audra McDonald – Lady Day at Emerson's Bar and Grill
- Kerry Washington – Confirmation - Una donna per la verità (Confirmation)
- Emily Watson – The Dresser

#### Miglior attore non protagonista in una serie, miniserie o film per la televisione
- Ben Mendelsohn – Bloodline
- Jonathan Banks – Better Call Saul
- Andre Braugher – Brooklyn Nine-Nine
- Jared Harris – The Crown
- Michael Kelly – House of Cards - Gli intrighi del potere (House of Cards)
- Hugh Laurie – The Night Manager

#### Miglior attrice non protagonista in una serie, miniserie o film per la televisione
- Olivia Colman – The Night Manager (ex aequo)
- Rhea Seehorn – Better Call Saul
- Lena Headey – Il Trono di Spade (Game of Thrones)
- Maggie Siff – Billions
- Maura Tierney – The Affair - Una relazione pericolosa (The Affair)
- Alison Wright – The Americans

#### Miglior cast televisivo
- Outlander

## Riconoscimenti speciali

### Mary Pickford Award
- Edward James Olmos

### Auteur Award
- Tom Ford

### Nikola Tesla Award
- John Toll

### Miglior opera prima
- Rusudan Glurjidze - House of Others

### Humanitarian Award
- Patrick Stewart